# Gabriel de Vallseca
Gabriel de Vallseca est un cartographe et marchand catalan né avant 1408 à Barcelone et décédé après 1467 à Palma. Il est d'ascendance juive et connecté à l'école majorquine de cartographie. Sa carte la plus notable est le portulan de 1439, contenant la première description de l'archipel des Açores à peine découvertes.

## Biographie
Gabriel de Vallseca est né à Barcelone dans une famille de conversos. Il est parfois identifié comme étant le fils de Haym ibn Risch, qui, après conversion s'est rebaptisé Juan de Vallsecha. Par ailleurs sa mère et sa femme sont d'origine majorquine.
En 1433, Gabriel de Vallseca quitte Barcelone pour vivre à Palma sur l'île de Majorque, où il se fait rapidement une renommée en tant que maître cartographe, fabricant d'instruments de mesure et marchand. Il vit dans la paroisse de Sainte-Croix, dans le district marin et commercial de la ville. Il est marié à Floreta Miró avec laquelle il a deux fils, Francesc et Joan, qui ont tous deux par la suite eu des démêlés avec l'Inquisition espagnole pour « judaïsation », ce qui suggère que leur père, Gabriel, aurait pu être un crypto-juif. Gabriel de Vallseca écrit son dernier testament dans la ville majorquine avant de décéder peu de temps après.

## Travaux
Il existe trois portulans signés par Gabriel de Vallseca :
- La carte partielle du monde de 1439 qui se trouve au musée maritime de Barcelone.
- La carte du monde méditerranéen de 1447 qui se trouve à la Bibliothèque nationale de France à Paris.
- La carte du monde méditerranéen de 1449 qui se trouve aux archives d'État de Florence.

Deux cartes anonymes lui sont également attribuées : une carte partielle du monde entier estimée de 1440 qui se trouve à la Bibliothèque nationale centrale de Florence et une carte des fragments de la Méditerranée orientale estimée de 1447 qui se trouve à la Bibliothèque nationale de France.
Même si son style est conforme aux traditions de l'École majorquine de cartographie, Gabriel de Vallseca incorpore quelques innovations plus contemporaines en cartographie d'Italie, du Portugal et d'ailleurs, notamment de la part de Francesco Beccario, comme par exemple l'homogénéisation de l'échelle entre la mer Méditerranée et l'Océan Atlantique. Les cartes de Gabriel de Vallseca conservent certains motifs décoratifs typiques de Majorque, tels que la rose des vents, des humains, des animaux et des plantes miniatures, les montagnes de l'Atlas en forme de palmiers, les Alpes en pied de poule, la Bohême en fer à cheval, le Danube en chaîne, le Tage comme la houlette d'un berger, la mer Rouge colorée en rouge et des notes et des étiquettes éparses écrites en catalan.

### La Carte de 1439

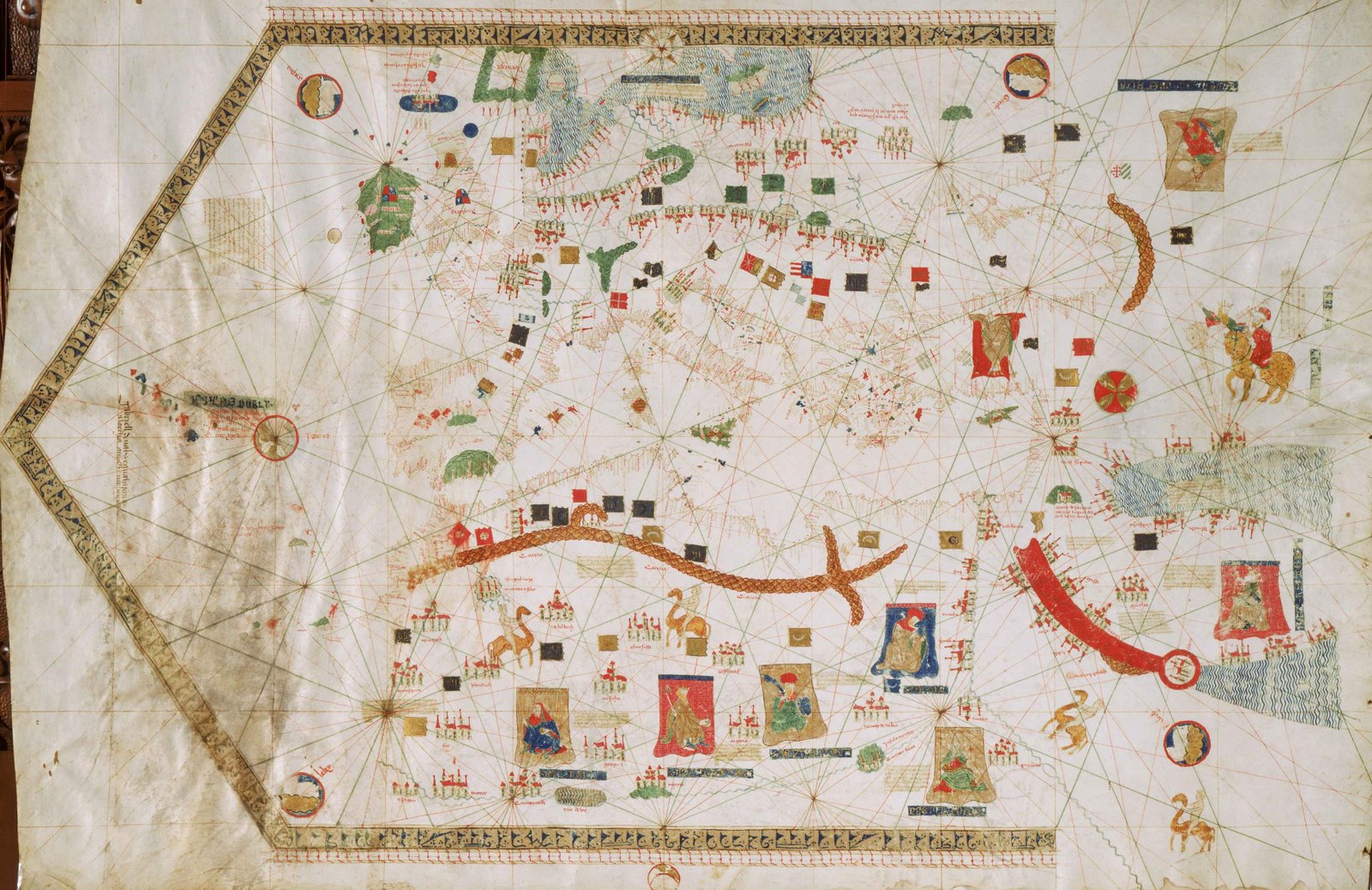
Le portulan de Gabriel de Vallseca de 1439, musée maritime de Barcelone.

La carte la plus célèbre de Gabriel de Vallseca est celle de 1439, particulièrement parce qu'elle comporte des découvertes très récentes des capitaines du prince portugais Henri le Navigateur. Sa représentation de l'océan Atlantique s'étend de la Scandinavie au Rio de Oro et comprend les îles atlantiques des Açores, de Madère et des Canaries, ainsi que les îles imaginaires de Thulé, Brasil et Mayda.
La représentation la plus importante des îles des Açores, officiellement découvertes en 1431 par le capitaine Gonçalo Velho Cabral, même si elle les représente mal espacées, les dépeint avec précision pour la première fois comme s'étendant du sud-est au nord-ouest.
La carte de 1439 est signée « Gabriell de Valsequa la feta en Malorcha, any MCCC.XXX.VIIII ». Selon une note marginale au verso, cette carte appartenait à Amerigo Vespucci, qui l'a payée 80 ducats d'or. Les historiens supposent qu'Amerigo Vespucci l’a probablement acquise à Florence dans les années 1480, et qu'il aurait même pu l'emmener lors de ses voyages vers le Nouveau Monde entre 1497 et 1504.
Cette carte de 1439 est acquise à Florence par le cardinal Antonio Despuig y Dameto quelque temps avant 1785, avant d'entrer en possession par la suite à ses héritiers, les comtes majorquins du Monténégro. La carte est victime d'un accident au cours de l'hiver 1838-1839, lorsque le comte du Monténégro est en train de la montrer à ses visiteurs, Frédéric Chopin et George Sand. Un encrier imprudemment placé bascule sur la carte, provoquant des tâches irréparables et empêchant la lisibilité de certaines étiques[C'est-à-dire ?] de la partie ouest de la carte.
Plus particulièrement, cet accident d'encrier endommage une note cruciale de Vallseca concernant la découverte des Açores. Actuellement cette note se lit comme suit :

« Ces îles ont été découvertes par Diego de ????? capitaine du roi du Portugal en l'an 14??. »

Le nom de famille et une partie de la date sont tachés. La première lecture conservée de cette partie de la carte est celle d'un majorquin nommé Pasqual en 1789, qui nota le nom de famille comme étant « Guullen ». Par la suite il a été lu Diego de « Senill » (c'est-à-dire « l'Ancien »), de Sevill, de Sunis, de Survis, de Sinus, Simis et de Sines,,,. Quant à la date, elle est alternativement interprétée comme étant 1427, 1432 et 1437. En 1943, l'historien Damião Peres propose Diogo de Silves et la date de 1427, selon les citations les plus communes des archives portugaises.
Dans sa carte, Gabriel de Vallseca donne le nom de huit ou neuf îles des Açores, lesquels sont assez durs à lire, à cause de l'accident d'encre. Une lecture de 1841 par le vicomte de Santarem, identifie les noms des huit îles comme Ylla de Osels (Ucello, Santa Maria), Ylla de Fydols (São Miguel), Ylla de l'Inferno (Terceira), Guatrilla (São Jorge), de Sperta (Pico), Ylla de … (effacé, peut-être Faial), et deux îles pas encore découvertes officiellement Ylla de Corp-Marinos (Corvo) et Conigi (Flores). Ces deux dernières îles sont officiellement découvertes par Diogo de Teive en 1452, Gabriel de Vallseca les aurait apparemment retirées de l'Atlas catalan de 1375. D'autres lectures déchiffrent deserta au lieu de de Sperta, jila bela au lieu de Guatrilla, illa aucells ou jilha aurolls au lieu de Osels et Ucello, faucols au lieu de Frydols et Raio marnos ou vegis marins au lieu de Corp-Marinos,.
En 1910, le comte du Monténégro met la carte de 1439 en vente. Elle est acquise par le catalan Pere Bosc i Oliver, qui la revend à l'Institut d'Estudis Catalans qui l'expose à la bibliothèque nationale de Catalogne en 1917. Elle ensuite transférée en 1960 au musée maritime de Barcelone, où elle est encore.
Il existe une reproduction de la carte, effectuée en 1892 pour une exposition sur le quatrième centenaire de Christophe Colomb en Espagne, celle-ci se trouve actuellement au Museo Naval de Madrid.

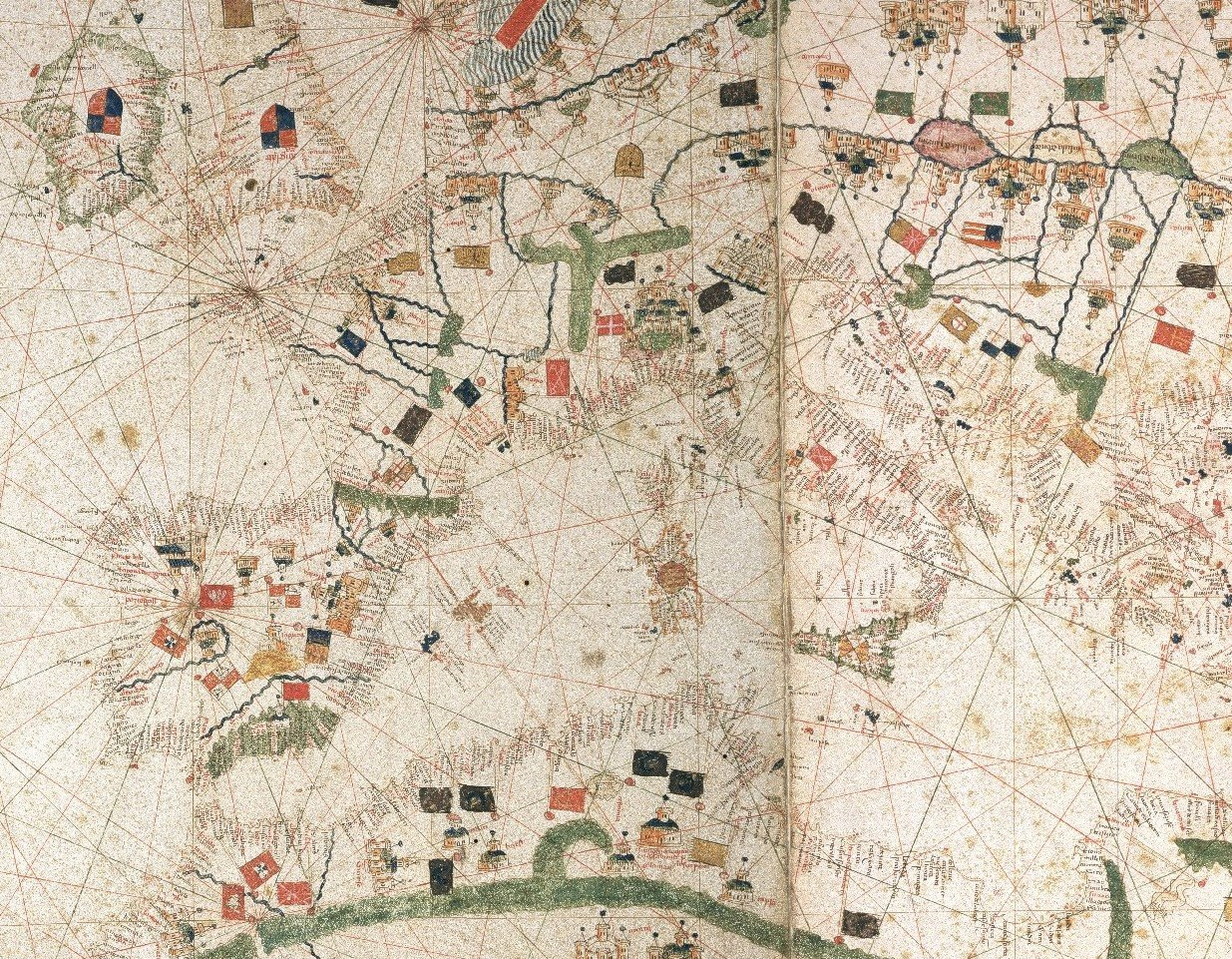
Portion occidentale d'une carte anonyme de 1440 attribuée à Gabriel de Vallseca, Bibliothèque nationale centrale de Florence.
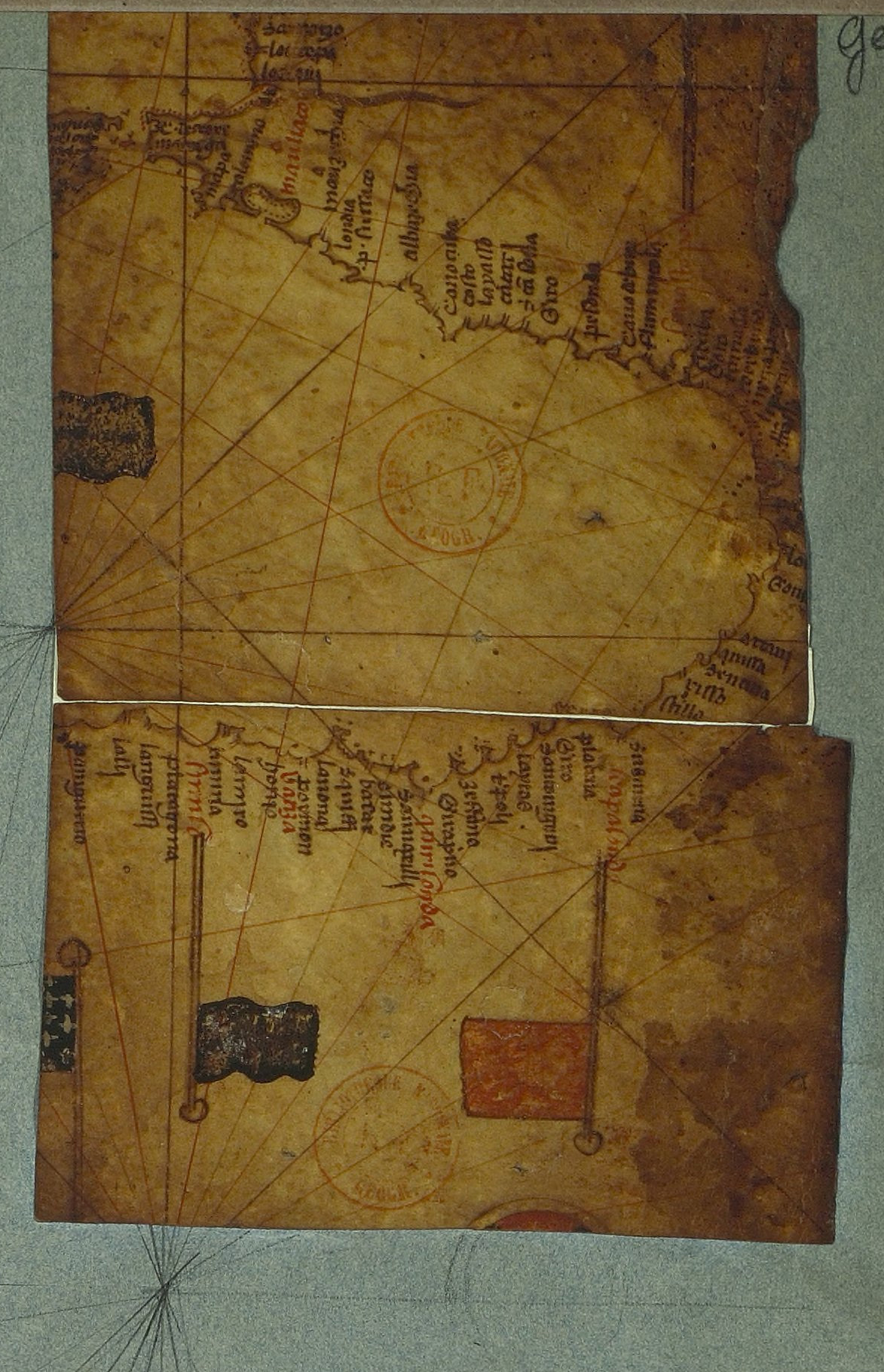
Framgent de la mer Noire sur une carte anonyme de 1447 attribuée à Gabriel de Vallseca, bibliothèque nationale de France, Paris.
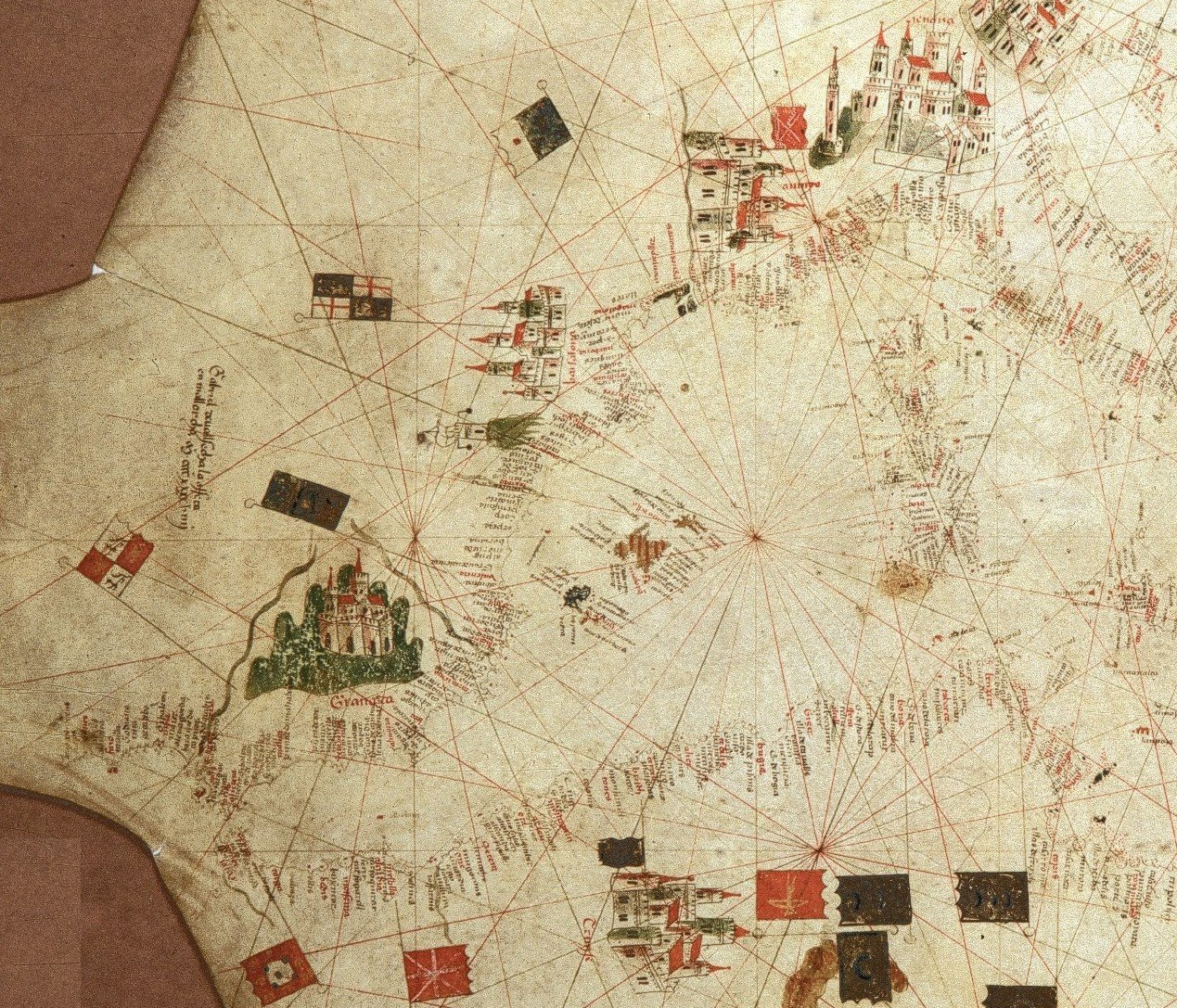
Portion occidentale de la carte de 1449 de Gabriel de Vallseca, Archives d'État de Florence.